# Żnin (gmina)
Żnin est une gmina mixte du powiat de Żnin, Couïavie-Poméranie, dans le centre-nord de la Pologne. Son siège est la ville de Żnin, qui se situe environ 36 km au sud-ouest de Bydgoszcz.
La gmina couvre une superficie de 251,55 km2 pour une population de 24 089 habitants.

## Géographie
Outre la ville de Żnin, la gmina inclut les villages de Bekanówka, Białożewin, Bożejewice, Bożejewiczki, Brzyskorzystew, Brzyskorzystewko, Cerekwica, Chomiąża Księża, Chomiąża Księża-Leśniczówka, Daronice, Dobrylewo, Dochanowo, Gorzyce, Jadowniki Bielskie, Jadowniki Rycerskie, Januszkowo, Jaroszewo, Kaczkówko, Kaczkowo, Kępa, Kierzkowo, Murczyn, Murczynek, Nadborowo, Nowiny, Nowiny-Leśniczówka, Obrona Leśna, Paryż, Podgórzyn, Podobowice, Probostwo, Redczyce, Rydlewo, Sarbinowo, Sielec, Skarbienice, Słabomierz, Sławoszewo, Słębowo, Sobiejuchy, Sulinowo, Świerczewo, Uścikowo, Ustaszewo, Wawrzynki, Wenecja, Wilczkowo, Wójcin et Żnin-Wieś.
La gmina borde les gminy de Barcin, Dąbrowa, Damasławek, Gąsawa, Janowiec Wielkopolski, Kcynia, Łabiszyn, Rogowo, Szubin et Wapno.